# بازگشت عقاب‌های مبارز
بازگشت عقاب‌های مبارز (神雕侠侣)(Return of the Condor Heroes) یا عقاب الهی، قهرمان دلاور نام سریالی تلویزیونی است که در سال ۲۰۰۶ در شبکه سی‌سی‌تی‌وی چین پخش شد. دارای ۴۱ قسمت و با بازی خوانگ شیائومینگ و لیو ییفئی و به تهیه‌کنندگی جانگ جی جونگ و کارگردانی یو مین است.

## بازیگران

خوآنگ شیائو مینگ در نقش یانگ گوآ

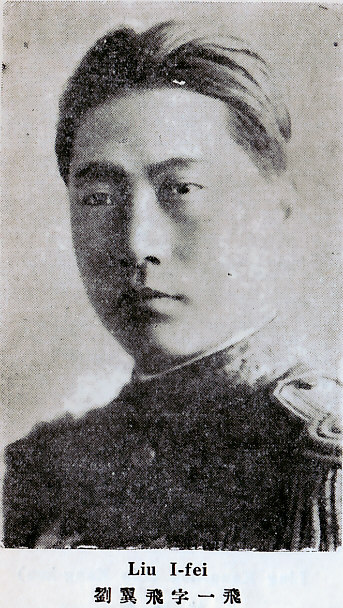
لیو ئی فِی در نقش شیائو لونگ نو

- خوانگ شیائومینگ در نقش یانگ گوآ
- لیو ییفئی در نقش شیائو لُونگ نو
- کونگ لین در نقش خوآنگ رُونگ
- وانگ لوآ یونگ در نقش گوآ جینگ
- منگ گوآنگ می در نقش لی مُو چُو
- جائو لیانگ در نقش جُو بُو تُونگ
- یانگ می در نقش گوآ شیانگ
- چن زس هان در نقش گوآ فو
- خوآنگ شیائو لی در نقش شا گو
- جو هائو دونگ در نقش چیو چو جی
- جیانگ ئی در نقش کُو جِن اُو
- لی یو در نقش چیو جیئن رِن
- یانگ روئی در نقش لو وو شوآنگ
- سون‌های ئینگ در نقش هُونگ چی گونگ
- یو یونگ در نقش اویانگ فونگ
- بایین در نقش جین لون فا وانگ
- گائو هو در نقش خوآ دو
- چنگ هائو فونگ در نقش ئین جی پینگ
- وانگ وی گوآ در نقش ئی دِنگ
- فو میائو در نقش گونگسون لو اُو
- سون لی خوآ در نقش وان ین پینگ
- جائو هونگ فی در نقش یه لو چی
- تیئن جونگ در نقش لو چینگ دو
- شیو گو در نقش ئین کُو شی